# Дзёрури
Дзёрури (яп. 浄瑠璃 дзё:рури) — возникший в Японии особый жанр драматической ритмованной прозы, предназначенной специально для речитативного пения. Изначально дзёрури исполняли под биву, но к концу XVI века её вытеснил сямисэн.
Прототипом для дзёрури послужило искусство бродячих монахов, собиравших подаяние чтением отрывков из самурайских героических хроник. Во второй половине XVI века выступившая на сцену торговая буржуазия, усвоив и обработав в своем вкусе искусство монахов, создала дзёрури. Вокально-исполнительская техника была воспринята целиком, зато содержание текстов подверглось основательной редакции. Так, например, чудо-богатырь самурайских хроник, грозный Усивакамару, в дзёрури выступает в облике влюбленного томного отрока, всецело зависящего от капризов рока.
История развития дзёрури разделяется на две стадии. В первой дзёрури представляли собой небольшие тексты для речитативного пения. Вторая стадия начинается с конца XVI века, когда дзёрури было приспособлено для мелодекламационного сопровождения кукольных представлений — любимого зрелища городского демоса. Расцвет дзёрури как жанра вокального искусства и как жанра драматической прозы относится к первой половине XVIII века и связан с именами знаменитого певца Такэмото Гидаю, крестьянина из Сэтцу, и писателя Тикамацу, создавшего цикл дзёрури на темы из жизни горожан.
Военно-дворянское правительство (сёгунат), объявив дзёрури устами своих идеологов-конфуцианцев «развратным искусством», в целях борьбы с популярностью Дзёрури среди буржуа предприняло ряд репрессий, например лишило некоторых наиболее прославленных певцов права петь (Бунго в 1739), строго ограничило круг сюжетов дзёрури и т. д. Искусство дзёрури оказало большое влияние на театр кабуки, созданный горожанами в противовес придворно-самурайскому театру но.